# Eleonóra Sándorová
Eleonóra Sándorová, též Eleonóra Sándor (* 4. října 1959 Zlaté Moravce), je bývalá československá disidentka ze Slovenska, maďarské národnosti, etnografka, muzejní pracovnice, novinářka, po sametové revoluci politička Veřejnosti proti násilí (respektive za platformu Maďarská nezávislá iniciativa) a poslankyně Sněmovny lidu a Sněmovny národů Federálního shromáždění.

## Biografie
Vystudovala maďarskou školu v obci Jelenec a pak Univerzitu Komenského v Bratislavě. Do roku 1990 působila jako muzejnice a etnografka v muzeu Csallóközi Múzeum v Dunajské Stredě a v okresním muzeu v Galantě. K roku 1990 je profesně uváděna jako etnografka.
Za normalizace se angažovala v opozičním hnutí mezi maďarskou menšinou na Slovensku. V roce 1979 navázala coby studentka v Bratislavě kontakty s opoziční skupinou okolo Miklóse Duraye a dalších disidentů. Poskytovala statistiky a informace z jižního Slovenska. Navázala také vazby na disidenty v Maďarsku, kde navštěvovala přednášky o filozofii a historii. Jejím manželem byl další etnický Maďar ze Slovenska aktivní v opozičním hnutí, Károly Tóth. Společně přepisovali na stroji a distribuovali informační letáky. Jen v roce 1982 jich takto rozeslali cca 800. V roce 1989, ještě před pádem komunistického režimu, napsala dopis do listu Literárny týždenník, v němž kritizovala článek Jána Bobáka o Maďarech na jižním Slovensku pro jeho marxistické a nacionalistické vyznění. Díky tomu si ji povšimli i slovenští disidenti jako Miroslav Kusý, Ján Langoš. Založili pak pobočku PEN klubu na Slovensku.
V lednu 1990 zasedla v rámci procesu kooptací do Federálního shromáždění po sametové revoluci do Sněmovny lidu (volební obvod č. 144 - Galanta, Západoslovenský kraj) jako bezpartijní poslankyně (respektive poslankyně za hnutí Veřejnost proti násilí). Ve volbách roku 1990 přešla do slovenské části Sněmovny národů, coby poslankyně za VPN, v jehož rámci byla členkou menšinové skupiny Maďarská nezávislá iniciativa. Ve Federálním shromáždění setrvala do konce funkčního období, tedy do voleb roku 1992.
Od 90. let 20. století se orientovala na publicistiku a žurnalistiku. Od roku 1999 pracovala v aparátu Národní rady Slovenské republiky. V roce 2006 se uvádí jako tajemnice lidskoprávního výboru Národní rady Slovenské republiky.